# Mąż Indianki
Mąż Indianki (ang. The Squaw Man) – amerykański film z 1914 roku, pierwszy film reżysera Cecila B. DeMille’a oraz pierwszy w historii film fabularny nakręcony w Hollywood.

## Obsada
- Dustin Farnum jako kapitan James Wynnegate alias Jim Carston
- Monroe Salisbury jako sir Henry, hrabia Kerhill
- Red Wing jako Nat-u-Ritch
- Winifred Kingston jako Lady Diana, hrabina Kerhill
- Cecil B. DeMille jako sprzedawca
- Art Acord jako mieszczuch
- Raymond Hatton jako pastuch